# Pirosmalita-(Fe)
La pirosmalita-(Fe) és un mineral de la classe dels silicats que pertany i, juntament amb la pirosmalita-(Mn), dona nom al grup de la pirosmalita. Va ser anomenada l'any 1808 per Johan Friederich Ludwig Hausmann a partir de les paraules gregues πυρ = foc i οσμη = olor, a causa de la forta olor que el mineral desprèn quan s'escalfa fortament. El sufix -(Fe) va ser afegit amb posterioritat per diferenciar-la de la pirosmalita-(Mn).

## Característiques
La pirosmalita-(Fe) és un fil·losilicat de ferro de fórmula química Fe2+
8Si₆O15(OH)10. Cristal·litza en el sistema trigonal. La seva duresa a l'escala de Mohs és 4,5. Forma una sèrie de solució sòlida amb la pirosmalita-(Mn).
Segons la classificació de Nickel-Strunz, la pirosmalita-(Fe) pertany a «09.EE - Fil·losilicats amb xarxes tetraèdriques de 6-enllaços connectades per xarxes i bandes octaèdriques» juntament amb els següents minerals: bementita, brokenhillita, friedelita, pirosmalita-(Mn), mcgillita, nelenita, schal·lerita, palygorskita, tuperssuatsiaïta, yofortierita, windhoekita, falcondoïta, loughlinita, sepiolita, kalifersita, gyrolita, orlymanita, tungusita, reyerita, truscottita, natrosilita, makatita, varennesita, raïta, intersilita, shafranovskita, zakharovita, zeofil·lita, minehil·lita, fedorita, martinita i lalondeïta.

## Formació i jaciments
La pirosmalita-(Fe) va ser descoberta a la mina Bjelke, a Filipstad (Comtat de Värmland, Suècia). També a estat descrita a Alemanya, l'Argentina, Austràlia, el Brasil, el Canadà, Eslovàquia, Espanya, Estats Units, França, el Japó, el Kazakhstan, Noruega, Portugal, el Regne Unit, Rússia i Suècia.